# Liste des seigneurs de Marcilly
 (janvier 2017).
 (janvier 2017).
Si vous disposez d'ouvrages ou d'articles de référence ou si vous connaissez des sites web de qualité traitant du thème abordé ici, merci de compléter l'article en donnant les références utiles à sa vérifiabilité et en les liant à la section « Notes et références ».
Liste des seigneurs de Marcilly.
La date de construction du premier château n'est pas connu. Le château actuel date du XVIe siècle, il est construit par la famille Fouquet.

## Famille dePeriers
- Marie de Periers, dame de La Mallochère, est propriétaire en 1439.

## Famille de Laval[1]

D'or à la croix de gueules cantonnée de seize alérions d'azur ordonnés 2 et 2 et chargée de cinq coquilles d'argent, le premier canton d'azur semé fleurs de lys d'or chargé d'un lion aussi d'or.

- Guy II de Laval-Loué (mort le 19 décembre 1484), seigneur de Loué, Montsabert, La Faigne et Marcillé, chevalier du second ordre du croissant, chambellan du roi Charles VII, sénéchal d'Anjou.
- Pierre de Laval-Loué (mort le 18 octobre 1528), chevalier seigneur de Loué, Montsabert, Bressuire, etc. Il porte le nom de Marcilly ou Marcillé jusqu'à ce que son frère aîné lui cède son droit d'aînesse[2]. Fils du précédent et époux de Philippe de Beaumont, dame de Bressuire. Marcilly est cédé à leur frère cadet François.
- François de Laval-Loué (1482-1534), seigneur de Marcillé et Saumoussay, mort sans enfants environ en 1534. Il avait épousé : 1° Catherine de Batarnai (fille d'Antoine, petite-fille d'Arthaud, et nièce d'Imbert de Batarnay) ; 2° Marie de Roussart (Ronsard) de la Possonnière.
- Gilles Ier de Laval-Montmorency (1534-1541), seigneur de Loué, de Bressuire, Maillé, La Roche-Courbon, la Motte-Sainte-Heraye et de Pont-Château, vicomte de Brosse. Il a épousé vers 1500 Françoise de Maillé, fille aînée de François, seigneur de Maillé, de la Roche-Courbon, vicomte de Tours et de Brosse. Il est le fils de Pierre de Laval-Loué, précédent seigneur de Marcilly. Il vend la seigneurie le 10 octobre 1541.
- Gilles II de Laval-Montmorency (1541-1559), chevalier, seigneur de Loué, Maillé, Bressuire, la Roche-Courbon, vicomte de Brosse. Il devint héritier de René de Laval, son frère aîné, et de Gilles Ier de Laval, son père, environ en 1550. Il a épousé en 1536, Louise de Sainte-Maure-Montgauger, fille de Jean, comte de Nesle et de Joigny. Il mourut vers 1559.
- Jeanne de Laval, dame de Senneterre (1559-1564), est une maîtresse royale, née à Maillé le 3 septembre 1549 et morte au logis de la Médée (Paris) en 1586. Fille de Gilles de Laval et nièce de Louis de Sainte-Maure, elle épouse le 14 février 1564 François de Saint-Nectaire.

## Famille de Saint-Nectaire

Armes des Saint-Nectaire : D'azur, à cinq fusées d'argent, mises en fasce.

- ????-???? François de Saint-Nectaire, conseiller d'État et chevalier des ordres du roi, et de Jehanne de Laval, maîtresse du roi Henri III.
- ????-1602 Henri de Saint-Nectaire, seigneur de Saint-Nectaire, marquis de La Ferté-Nabert, né en 1573 et décédé le 4 janvier 1662 à Paris, est un général et diplomate français. Fils du précédent, il épouse en premières noces Marguerite de La Châtre, fille de Claude de La Châtre de La Maisonfort, dont il eut Henri de La Ferté-Senneterre, puis en secondes noces à Anne de Sully-Rosny, bâtarde de Maximilien II de Béthune. Il vend Marcilly en 1602 pour 40.000 livres à Antoine Fouquet de Croissy opérant pour son cousin Charles Fouquet de Croissy.

## Famille Fouquet de Croissy

Armes des Fouquet de Croissy : D'azur à trois écureuils d'or.

- 1608-???? Charles Fouquet de Croissy, Seigneur d'Esves, d'origine tourangelle, trésorier de France à Tours, receveur général des finances en 1622. Il a épousé Renée Frézeau, fille de René, Sr d'Azay.
- ????-1627 Françoise Fouquet, fille du précédent épouse Gilles II de Lusignan de Saint Gelais, le 21 octobre 1627.

## Famille de Saint Gelais-Lusignan

Armes des Saint Gelais-Lusignan : Écartelé au 1 et 4 : d'azur à la croix alésée d'argent, qui est de Saint Gelais; au 2 : burelé d'argent et d'azur de 10 pièces, qui est de Lusignan; au 3 : burelé de même au lion de gueules couronné et lampassé d'or.

- 1627-???? Gilles II de Saint Gelais-Lusignan (mort le 30 juillet 1636, au siège de Dole), Sr d'Azay-le-Rideau et Marquis de Lanzac.
- ????-1651 Marie Madeleine de Lusignan, (décédée le 16 décembre 1679, à Marcilly[4]) Dame de la Touche d'Avrigny, fille du précédent, épouse le Marquis de Vassé, Henri François Groignet le 19 mai 1651. Héritière du fils d'Antoine Fouquet, elle apporte par son mariage le Marquisat de Ballon, la seigneurie de Marcilly, la ville et prévôté et quinte royale d'Azay, la terre de Croissy, de Rouessé, d'Equilly.

## Famille de Vassé

Armes des Vassé : d'or à 3 fasces d'azur

- 1651-1684 Henri François Groignet, Marquis de Vassé (- 28 avril 1684 à Azay-le-Rideau), baron de la Roche Mabille, Lieutenant-général des armées du Roi, gouverneur du Château de Plessis-lèz-Tours, conseiller du Roi, vidame du Mans.
- 1684-1710 Artus Joseph de Vassé, Sr d'Equilly, Marcilly et Grandes Maisons.
- 1710-1719 Marie Madeleine de Vassé fut surnommée « la Diablesse » : d'un caractère haut en couleur, elle se fit remarquer par une vie mouvementée sous le règne de Louis XV. Elle épouse le 7 septembre 1719, Louis Joseph, Marquis de la Rochebousseau.

## Famille de Fesques

Armes des Randon du Thil: D'azur, à la fasce d'or chargé d'un cœur de gueules, accompagnée en chef de deux gerbes de blé et en pointe d'une ancre, le tout d'or.

- 1719 -???? Louis Joseph de Fesques, Marquis de la Rochebousseau
- ????-1794 Gabriel François Claude de Fesques, Marquis de la Rochebousseau, Maréchal de Camp, guillotiné le 7 juillet 1794, fils des précédents, époux de Elizabeth Lecoigneux de Belabre.
- Louise Adélaïde de Fesques, fille des précédents, épouse le Marquis Anne Joachim Joseph de Rochemore le 10 ou le 18 février 1790.

## Révolution française
Le château est vendu comme bien national au Fermier général Levacher qui le restitue au marquis de Rochemore[réf. nécessaire].

## Famille de Rochemore[5]

Armes des Rochemore : d'azur à trois rocs d'échiquier d'argent.

- 1800-1849 Louise Adélaïde de la Rochebousseau, (- 30 mai 1849) Marquise de Rochemore, récupère Marcilly par tirage au sort entre les héritiers.
- 1849-1867 Louis Camille Hermingaud de Rochemore, (- 19 avril 1867 à Marcilly) Comte de Rochemore, fils des précédents, Lieutenant général de cavalerie, aide de camp du Maréchal Thomas Robert Bugeaud. il épouse le 15 février 1830 à Versailles Mlle Adrienne Randon du Thil.
- 1867-???? Marie Louise de Rochemore, fille des précédents. Elle épouse Léon Marie de la Rue du Can, Baron de Champchevrier en 1865.

## Famille de la Rue du Can de Champchevrier

Armes de la Famille de la Rue du Can.

- ????-???? Léon Marie de la Ruë du Can
- ????-???? Jean Léon de la Ruë du Can, Baron de Champchevrier, fils de Erasme de la Rue du Can. Il épouse Claire Hainguerlot.

## Sources
- Société des lettres, sciences et arts du Saumurois, Château de Marcilly par le Baron de Champchevrier, 1934.
- De la correspondance et des papiers de la famille de Saint-Nectaire sont conservés aux Archives nationales sous la cote 498AP[6].
- « Liste des seigneurs de Marcilly », dans Alphonse-Victor Angot et Ferdinand Gaugain, Dictionnaire historique, topographique et biographique de la Mayenne, Laval, A. Goupil, 1900-1910 [détail des éditions] (BNF 34106789, présentation en ligne), t. II, p. 843-845.
- Bulletin de la Société archéologique de Touraine, Volume 46, La Société, 2000.